# 章家瑞
章家瑞（1958年—），男，四川成都人，中国电影导演、编剧、监制，第六代导演。代表作《红河》、《芳香之旅》、《婼玛的十七岁》、《花腰新娘》、《穿越时空的呼唤》等。